# Pleš (Bělá nad Radbuzou)
Pleš (německy Plöss) je samota, část města Bělá nad Radbuzou v okrese Domažlice v Plzeňském kraji. Nachází se asi 9,5 kilometru jihozápadně od Bělé nad Radbuzou. Na turistické stezce Pleš - Friedrichshäng je určené místo pro přechod do Německa. Pleš je také název katastrálního území o rozloze 17 km².

## Historie
První písemná zmínka o vesnici pochází z roku 1654. Původně zde byla sklárna.

## Přírodní poměry
V katastrálním území Pleš se nachází čtyři maloplošná chráněná území:
- přírodní památka Veský mlýn,
- přírodní rezervace Malý Zvon,
- přírodní rezervace Nad Hutí,
- přírodní rezervace Pleš.

## Obyvatelstvo
V roce 1839 zde stálo 54 domů a žilo 483 obyvatel. V roce 1930 zde žilo přes 700 obyvatel.
| Rok            | 1869 | 1880 | 1890 | 1900 | 1910  | 1921  | 1930  | 1950 | 1961 | 1970 | 1980 | 1991 | 2001 | 2011 | 2021 |
| -------------- | ---- | ---- | ---- | ---- | ----- | ----- | ----- | ---- | ---- | ---- | ---- | ---- | ---- | ---- | ---- |
| Počet obyvatel | 798  | 829  | 919  | 953  | 1 022 | 1 096 | 1 183 | 36   | 0    | 0    | 0    | 0    | 0    | 0    | 2    |
| Počet domů     | 85   | 90   | 92   | 99   | 115   | 129   | 167   | 25   | 0    | 0    | 0    | 0    | 0    | 0    | 0    |

## Obecní správa
Při sčítání lidu v letech 1850–1949 Pleš byla samostatnou obcí v okrese Horšovský Týn (v letech 1850–1910 Horšův Týn). V následujícím období byla samota úředně zrušena a jako část města Bělá nad Radbuzou byla obnovena 1. května 2001 v okrese Domažlice.